# Waihi–Waikino Gold Tramway
| Die Lokomotive Ohinemuri auf der Black Bridge über den Ohinemuri River etwas oberhalb vom Masonry-Damm, um 1897 |                          |                                               |                                               |
| Tramway kommt von unten rechts. Linke Zweigstrecke führt zu den Steinbrechern. Rechte Zweigstrecken zur NZR (grau) sowie Kohlebunkern und Lokschuppen. Drehscheibe am unteren Ende der Standseilbahn zu den Brennöfen. |                          |                                               |                                               |
| Streckenlänge: | 9,25 km                  |                                               |                                               |
| Spurweite: | 2 Fuß 9 Zoll = 838 mm mm |                                               |                                               |
| Maximale Neigung: | 25 ‰                     |                                               |                                               |
| Minimaler Radius: | 6 Chain = 120 m          |                                               |                                               |
| |                          |                                               |                                               |
| \| \| 0,000 \| Martha Gold Mine bei Waihi \| Martha Gold Mine bei Waihi \| \| \| 4,425 \| Ohinemuri River, Brücke 55 m lang, 9,3 m hoch [1] \| Ohinemuri River, Brücke 55 m lang, 9,3 m hoch [1] \| \| \| \| Halfway \| \| \| \| \| Rohaus-Einschnitt, 12 m tief[2] \| \| \| \| 6,850 \| Zweittiefster Einschnitt \| Zweittiefster Einschnitt \| \| \| \| NZRs Mangatoetoe-Brücke \| \| \| \| 9,250 \| Victoria Battery bei Waikino \| Victoria Battery bei Waikino \| |                          |                                               |                                               |
| Betriebs-/Güterbahnhof Streckenanfang (Strecke außer Betrieb) | 0,000                    | Martha Gold Mine bei Waihi                    | Martha Gold Mine bei Waihi                    |
| Brücke über Wasserlauf (Strecke außer Betrieb) | 4,425                    | Ohinemuri River, Brücke 55 m lang, 9,3 m hoch | Ohinemuri River, Brücke 55 m lang, 9,3 m hoch |
| |                          | Halfway                                       |                                               |
| |                          | Rohaus-Einschnitt, 12 m tief                  |                                               |
| | 6,850                    | Zweittiefster Einschnitt                      | Zweittiefster Einschnitt                      |
| Kreuzung geradeaus unten (Strecke geradeaus außer Betrieb) |                          | NZRs Mangatoetoe-Brücke                       | NZRs Mangatoetoe-Brücke                       |
| Betriebs-/Güterbahnhof Streckenende (Strecke außer Betrieb) | 9,250                    | Victoria Battery bei Waikino                  | Victoria Battery bei Waikino                  |

Die Waihi–Waikino Gold Tramway (umgangssprachlich The Rake) war eine 9,25 Kilometer (5,75 Meilen) lange Schmalspurbahn vom Goldbergwerk bei Waihi zur Victoria Battery bei Waikino. Sie wurde von der Waihi Gold Mining Company von 1897 bis 1952 betrieben. Es war die einzige Privateisenbahn Neuseelands für den Golderztransport.

## Geschichte
Der erste Steinbrecher (englisch: stamping battery) der Martha Gold Mine wurde 1882 in Betrieb genommen. Mitte der 1890er Jahre benötigte das Bergwerk einen neuen Steinbrecher, der wegen der dort verfügbaren Wasserkraft und um die Siedlung vor dem Lärm zu schützen am Ohinemuri River bei Waikino installiert wurde.
Die Werkseisenbahn mit der ungewöhnlichen Spurweite von 2 Fuß 9 Zoll (840 mm) wurde parallel zum Fluss gebaut. Die größte Steigung hatte 25 ‰ (1 : 40) und die Schienen ein Metergewicht von 20 kg/m (40 lb/yard). Anfangs gab es nur eine Dampflokomotive, die den Namen Ohinemuri trug, aber später wurden weitere beschafft. Schließlich gab es fünf Dampflokomotiven von Manning Wardle und eine von W. G. Bagnall, die 1934 beschafft wurde, als Manning Wardle nicht mehr existierten. Im Jahr 1905 wurde die NZ Government Railway bis Waihi verlängert, die die Schmalspurstrecke auf einer Überführung östlich vom Bahnhof Waihi überquerte. Ein Teil der Brücke ist heute noch erhalten. Die Martha Mine wurde 1952 wegen der hohen Betriebskosten geschlossen (sie wurde aber 1987 als Tagebau wieder in Betrieb genommen). Es brauchte etwa zwei Jahre, bis die Gleise abgebaut wurden. Die Lokomotiven und Wagen blieben nicht erhalten.

## In der Nähe gelegene Bahnen
Die Victoria Battery Tramway ist eine heute noch betriebene 1,2 km lange Museums-Schmalspurbahn mit einer Spurweite von 2 Fuß (610 mm) auf dem Gelände der ehemaligen Steinbrecheranlagen in Waikino.
Die Goldfield Railway ist eine täglich verkehrende Museums- und Touristikbahn auf der ehemaligen East Coast Main Trunk Railway zwischen Waihi und Waikino mit der Kapspurweite von 3 Fuß 6 Zoll (1067 mm).

## Schienenfahrzeuge

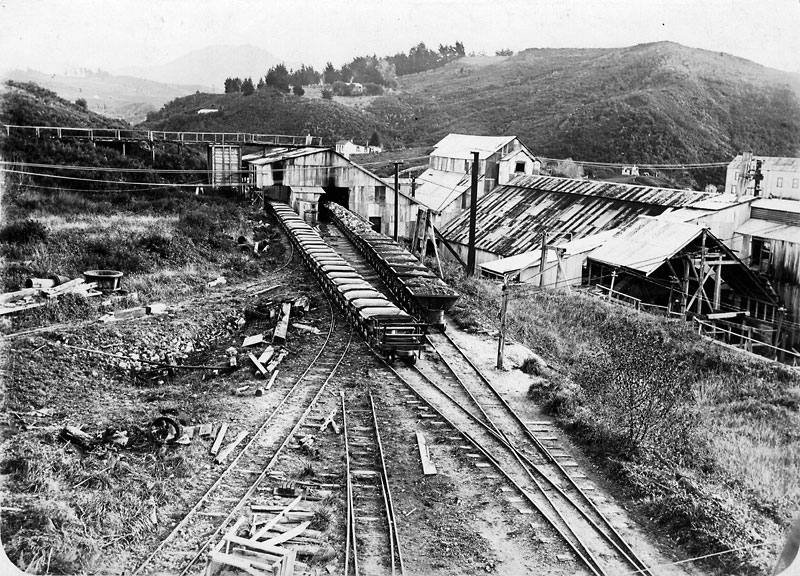
Zwei Rakes genannte Kipplorenzüge an den Steinbrechern der Victoria Battery, 1940er Jahre

### Lokomotiven
| Achsfolge     | Hersteller     | Nummer | Foto | Jahr | Name      | Zylinder (Bohrung × Hub in Zoll) |
| ------------- | -------------- | ------ | ---- | ---- | --------- | -------------------------------- |
| 0-4-0 / 0-4-2 | Manning Wardle | 1329   |      | 1896 | Ohinemuri | 9 × 14                           |
| 0-4-2         | Manning Wardle | 1424   |      | 1898 | Victoria  | 9 × 14                           |
| 0-4-2         | Manning Wardle | 1497   |      | 1900 | Albert    | ?                                |
| 4-4-0         | Manning Wardle | 1662   |      | 1905 | Waikino   | 10 × 16                          |
| 4-4-2         | Manning Wardle | 1753   |      | 1909 | Dominion  | 10 × 16                          |
| 2-4-2         | W. G. Bagnall  | 2513   |      | 1934 | Empire    | 10 × 16                          |

### Wagen
Kleine zweiachsige V-förmige Kipploren wurden für den Transport von goldhaltigem Quarz eingesetzt. Es gab auch einige Güter- und Flachwagen. Letztere wurden, falls erforderlich, auch ausnahmsweise zum Personentransport verwendet, da die Bahn normalerweise keinen Personentransport anbot.

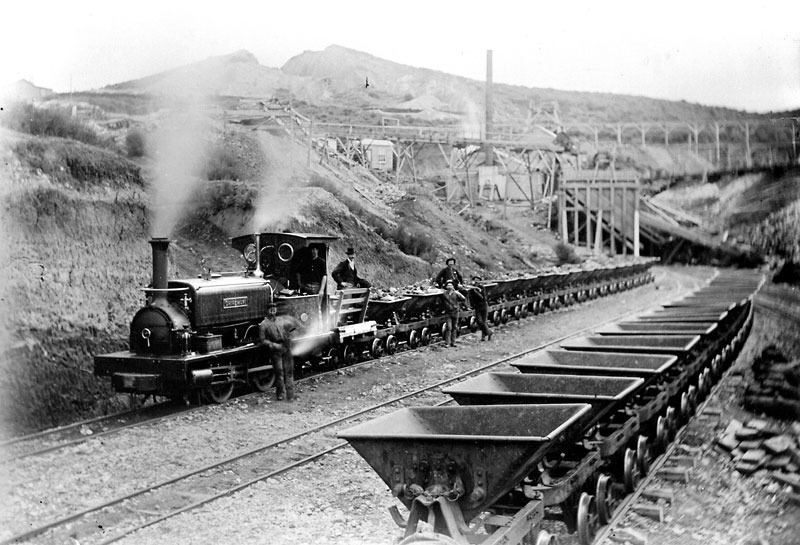
Ohinemuri und ein Rake genannter Kipplorenzug an den No. 1 Shaft Hoppers, 1900
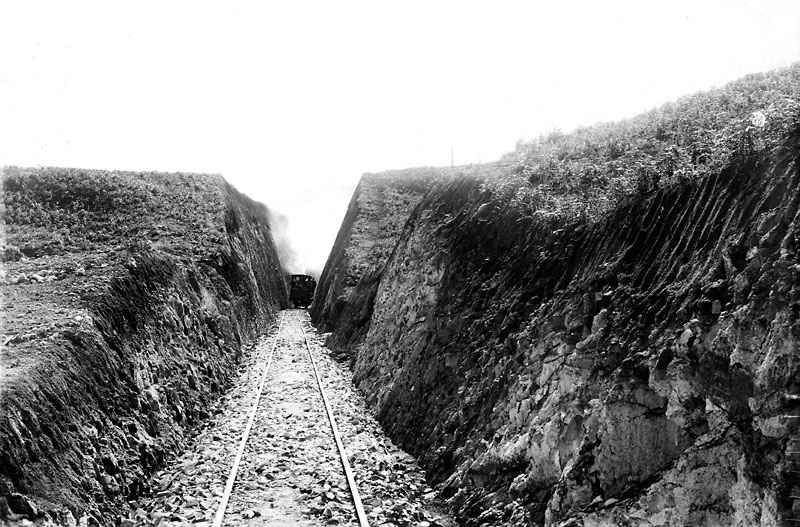
Rohaus-Einschnitt mit Ohinemuri auf der Fahrt nach Waikino, um 1897
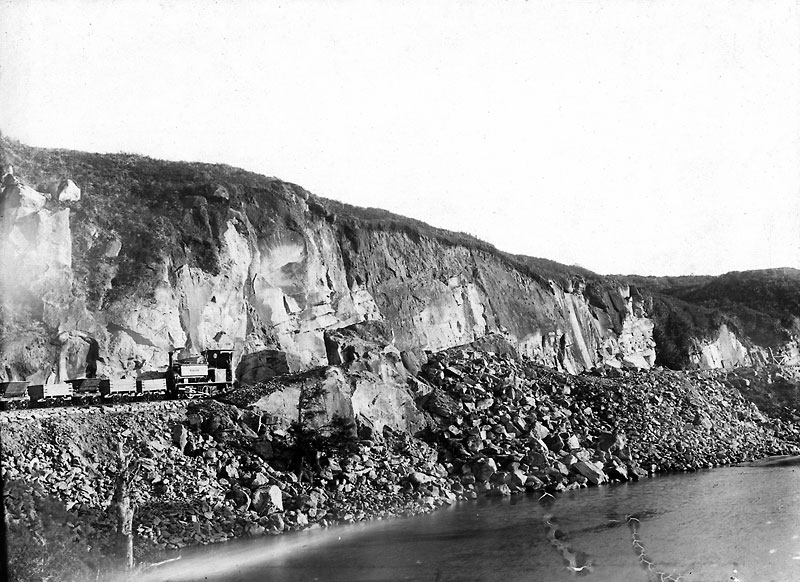
Ohinemuri im zweittiefsten Einschnitt 2,4 km von Waikino
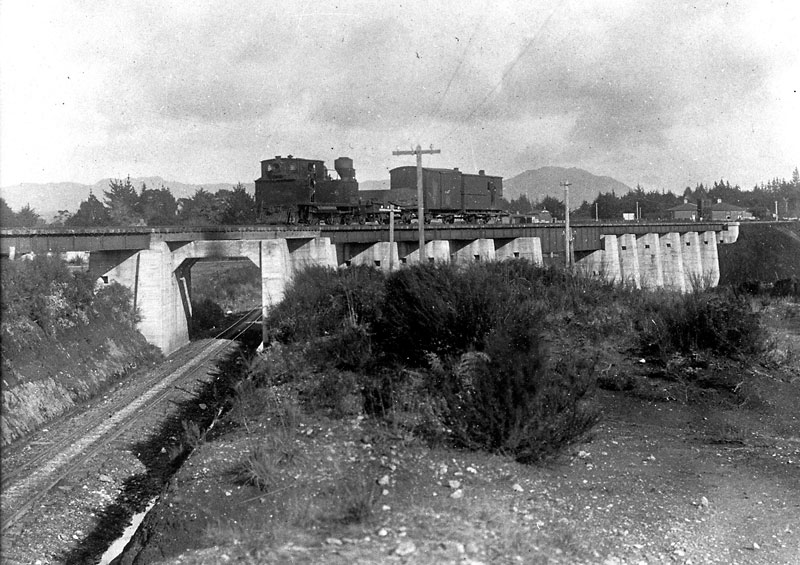
Eine NZR-Lok der FA-Klasse auf der Mangatoetoe-Brücke über die Schmalspurbahn